# 定南站
定南站，位于中华人民共和国江西省赣州市定南县历市镇，是京九铁路上的火车站，建于1996年，由南昌铁路局赣州车务段管辖。是京九铁路总里程突破2000公里后的第一个站点，也是京九铁路在江西省境内最南端的车站。

## 車站周邊
- 定南县第三小学
- 定南凤凰酒店
- 定南富华酒店
- 中国电信京九大道江南营业厅
- 定南县食品监督管理局
- 定南县人民医院
- 中国工商银行定南支行
- 定南县中医院

## 歷史
- 建于1996年。

## 外部連結
- 中国铁路客户服务中心（页面存档备份，存于）